# ЦСК ВВС (женский футбольный клуб)
ЦСК ВВС (Центральный спортивный клуб Военно-Воздушных сил) — ранее существовавший женский футбольный клуб из Самары. Участник Чемпионатов России в 1990—2004 годах. В 2011 году клуб функционировал под названием «Крылья Советов».

## История
История команды ЦСК ВВС началась на территории современного Казахстана. 24 мая 1989 года вышло постановление Госкомспорта СССР о развитии женского футбола в стране. Вскоре после этого в Казахстанском ДФСО профсоюзов была создана команда, основу которой составили студентки Казахского государственного института физической культуры, а также футболистки команды «Претендент», основанной в 1988 году в Алма-Ате и успевшей поучаствовать во всесоюзном турнире на призы еженедельника «Собеседник» (1988, 20-е место. Первый состав команды: О. Гафиуллина, Н. Малькова, С. Тарасова, О. Соколова, Т. Пикалова, Н. Смолякова, М. Мамаева, Г. Мусина, Г. Карымсакова, С. Гогуля, Г. Лызина, А. Кравченко, А. Ревина, О. Теслина, С. Соколова. Тренер — С. Корнецов). Команду возглавил подполковник Александр Соловьёв. В 1990 году у команды появился спонсор — мебельное производственное объединение «Мерей». Успехи команды были замечены в СКА-11 ВВС Среднеазиатского военного округа СССР (73-я Воздушная Армия со штабом в Алма-Ате) и команда вновь сменила название с «Мерей» на «СКА-Мерей», став первой в СССР женской армейской командой по футболу.
В рамках подготовки к чемпионату 1991 года клуб провёл свой первый международный матч и одержал победу со счётом 6:0 над командой «Милан»en.
После распада Советского Союза команда перебралась сначала в Тольятти, а затем в Самару. В 2004 году прекратила своё существование по причинам отсутствия финансирования. Ко всем титулам команду приводил тренерский дуэт Александра Соловьёва и Виталия Шашкова.
С 2005 по 2008 год клуб не существовал. В 2009 году команда была заявлена в Первый дивизион. Тренером стала бывший игрок команды Разия Нуркенова. В 2010 и 2011 годах команда уверенно выигрывала зональные турниры, но неудачно выступала в финальных соревнованиях.
В 2013 году команда выступала в зоне «Центр-Волга» Первого дивизиона. В 2016 году спортивное общество ЦСК ВВС присоединилось к ЦСКА. С 2020 года женское отделение футбола в спортшколе ЦСКА (Самара) расформировано.
Прежние названия
- 1988 — «Претендент» (Алма-Ата)
- 1989 — «Грация» (Алма-Ата)
- 1990 — «Мерей» (Алма-Ата)
- 1991 — «СКА-Мерей» (Алма-Ата)
- весна 1992 — ЦСК ВВС (Тольятти)
- 1992—2010 — ЦСК ВВС (Самара)
- 2011 — «Крылья Советов» (Самара)
- 2012—2014 — ЦСК ВВС (Самара)
- 2015—2020 — ЦСКА (Самара), как молодёжная команда ЦСКА (Москва)

Тренеры
- 1988 —  Сергей Корнецов[3]
- 1989—2003 — // Александр Соловьёв (второй тренер Виталий Шашков)
- 2004 —  Виталий Шашков
- 2005—2018 —  Разия Нуркенова

## Достижения

### Титульные
Первая лига Чемпионата ВДФСОП
- 4-е место: 1989

Чемпионат СССР
- 7-е место: 1990

Чемпионат России
- Чемпион России (4): 1993, 1994, 1996 и 2001
- Серебряный призёр Чемпионата России (4): 1992, 1995, 1997 и 1998
- Бронзовый призёр Чемпионата России (3): 1999, 2000 и 2003

Первый дивизион
- 7-е место: 2010

Второй дивизион
- 2-е место (2): 2006, 2017

Кубок России по футболу
- Обладатель Кубка (1): 1994
- Финалист Кубка (3): 1995, 1996 и 2002

Кубок УЕФА
- Участник 1/4 финала  (1): 2002/2003

- Обладатель Кубка Содружества (1): 1996
- Победитель турнира «Кубанская весна» (2): 2003[6] и 2004
- Победитель турнира «Чемпионат МФС «Приволжье» (2): 2006, 2008
- Победитель турнира «Кубок МФС «Приволжье» (1): 2006

Чемпионат России по футзалу
- Чемпион России (2): 2000 и 2001[7]
- Бронзовый призёр России (2): 2002[8] и 2003[9]

### Матчевые
- Самые крупные победы:
  - 16:0 матч «ЦСК ВВС» (Самара) — «Анненки» (Калуга) состоявшийся 25 июня 2003 в Высшем дивизионе;
  - 20:1 матч «ЦСК ВВС» (Самара) — «Бузулучанка» (Бузулук) состоявшийся 6 октября 2010 в Первом дивизионе;
  - 2:1 матч «СКА-Мерей» (Алма-Ата) — «Тарраги» (Баку) и 1:0 матч «Араз» (Баку) — «СКА-Мерей» (Алма-Ата) состоявшийся в Кубке СССР в 1991.
  - 11:1 матч «Волна» (Нижний Новгород) — «ЦСК ВВС» (Самара) состоявшийся в Кубке России в мае 1993.
  - 4:0 матч «ЦСК ВВС» (Самара) — «Иннсбрук АС» (Иннсбрук, Австрия) состоявшийся в Кубке УЕФА 27 сентября 2002.
- Самые крупные поражения:
  - 0:4 матчи: «ЦСК ВВС» (Самара) — «Лада» (Тольятти) (12 июля 2004) и «ЦСК ВВС» (Самара) — «Энергия» (Воронеж) (28 июня 1998) состоявшиеся Высшем дивизионе;
  - 0:5 матч «ЦСК ВВС» (Самара) — «Мариэлочка» (Йошкар-Ола) состоявшийся 6 сентября 2014 в Первом дивизионе.
  - 0:1 матч «СКА-Мерей» (Алма-Ата) — «Сибирячка» (Красноярск)  состоявшийся в Кубке СССР в 1991.
  - 0:4 матч «Энергия-XXI век» (Воронеж) — «ЦСК ВВС» (Самара) состоявшийся в Кубке России 16 октября 1999.
  - 0:2 матч «ЦСК ВВС» (Самара) — «Арсенал Ледис» (Лондон, Англия) состоявшийся в Кубке УЕФА 2 ноября 2002.

### Прочие
- В 13 чемпионатах России, проведенных в высшей лиге, сыграла 255 матча: побед — 182, ничьих 38, поражений 33, разность мячей 677—166 = +511 (без учёта аннулированного результата матча 01.05.2004 ЦСК ВВС — «Рязань-ТНК» 2:1).
- В 1994 году «ЦСК ВВС» установила рекорд, пройдя чемпионат без поражений. За 22 игры одержано 19 побед (1 победа техническая), 3 раза сыграно вничью и ни разу не проиграно, а с учётом Кубка России это 26 игр при 23 победах (2 победы технических).
- ЦСК ВВС в чемпионатах России 784 дня не знал поражений — с мая 1993 года по июнь 1995 (35 побед и 10 ничьих, при разнице мячей 121—17. 30.06.1995 поражение от клуба «Энергия» (Воронеж)).
- Разия Нуркенова — первый игрок клуба («Мерей»), проведший матч за национальную сборную (5 мая 1990 СССР — Болгария 1:1)[10].
- В рамках товарищеского турнира[11] ЦСК ВВС выиграл на стадионе «Металлург» у сборных стран: Австралии 2:0 (10.08.1994) и России 1:0 (11.08.1994).

### Личные
- 2 мая 1992 года забит первый гол ЦСК ВВС в чемпионате России Сауле Джарболовой (матч «Волжанка» (Чебоксары) — «ЦСК ВВС» 0:1).
- 1 июля 1992 года забит Первый «пента-трик» (5 мячей в одном матче) в чемпионате России Ларисой Савиной (матч «Снежана» (Люберцы) — «ЦСК ВВС» 0:6).
- 4 июля 1993 года забит Первый «дека-трик» (10 мячей в одном матче) в чемпионате России Ларисой Савиной (матч «ЦСК ВВС» — «Россия» (Хотьково) 13:1).
- Ирина Григорьева, будучи игроком ЦСК ВВС, приняла участие в матче Сборная мира — Сборная США (14.02.1999)[12].
- Наибольшее число игр в чемпионатах России за ЦСК ВВС провела Сауле Джарболова — 207[13].
- Наибольшее число сезонов за ЦСК ВВС провела Сауле Джарболова — 12[14].
- Лучший бомбардир ЦСК ВВС в чемпионатах России Лариса Савина — 94 гола.
- Лучший бомбардир ЦСК ВВС в Кубках России Лариса Савина — 11 голов.
- Лучший бомбардир ЦСК ВВС в чемпионатах России за сезон (1996) Елена Кононова — 32 гола.

## Статистика выступлений в турнирах
без учёта мячей забитых в сериях послематчевых пенальти
с учётом технических результатов

| Сезон        | Клуб                                                      | Чемпионат ВДФСОП                                          | Чемпионат ВДФСОП                                          | Чемпионат ВДФСОП                                          | Чемпионат ВДФСОП                                          | Чемпионат ВДФСОП                                          | Чемпионат ВДФСОП                                          | Чемпионат ВДФСОП                                          | Чемпионат ВДФСОП                                          | Чемпионат ВДФСОП                                          | Чемпионат ВДФСОП                                          | Чемпионат ВДФСОП                                          | Чемпионат ВДФСОП                                          | Кубок                                                     | Еврокубок                                                 | Главный тренер                                            | Источники                                                 |
| Сезон        | Клуб                                                      | Лига/Дивизион                                             | Этап                                                      | Этап                                                      | Место                                                     | И                                                         | В                                                         | Н                                                         | П                                                         | МЗ                                                        | МП                                                        | РМ                                                        | О                                                         | Кубок                                                     | Еврокубок                                                 | Главный тренер                                            | Источники                                                 |
| ------------ | --------------------------------------------------------- | --------------------------------------------------------- | --------------------------------------------------------- | --------------------------------------------------------- | --------------------------------------------------------- | --------------------------------------------------------- | --------------------------------------------------------- | --------------------------------------------------------- | --------------------------------------------------------- | --------------------------------------------------------- | --------------------------------------------------------- | --------------------------------------------------------- | --------------------------------------------------------- | --------------------------------------------------------- | --------------------------------------------------------- | --------------------------------------------------------- | --------------------------------------------------------- |
| 1989 (сезон) | Грация (Алма-Ата)                                         | Первая лига                                               | Группа А                                                  | Группа А                                                  | 1 из 5                                                    | 20                                                        | 11                                                        | 7                                                         | 2                                                         | 34                                                        | 11                                                        | +23                                                       | 29                                                        | не проводился                                             | не проводился                                             | Александр Соловьёв, Виталий Шашков                        | [ 15 ]                                                    |
| 1989 (сезон) | Грация (Алма-Ата)                                         | Первая лига                                               | Переходный турнир                                         | Переходный турнир                                         | 4 из 6                                                    | 5                                                         | 1                                                         | 3                                                         | 1                                                         | 3                                                         | 3                                                         | 0                                                         | 5                                                         | не проводился                                             | не проводился                                             | Александр Соловьёв, Виталий Шашков                        | [ 15 ]                                                    |
| 1989 (сезон) | Грация (Алма-Ата)                                         | Первая лига                                               | Первая лига ВДФСОП 1989 (Итог)                            | Первая лига ВДФСОП 1989 (Итог)                            | 4 из 6                                                    | 25                                                        | 12                                                        | 10                                                        | 3                                                         | 37                                                        | 14                                                        | +23                                                       | 34                                                        | не проводился                                             | не проводился                                             | Александр Соловьёв, Виталий Шашков                        | [ 15 ]                                                    |
|              |                                                           | Чемпионат СССР                                            |                                                           |                                                           |                                                           |                                                           |                                                           |                                                           |                                                           |                                                           |                                                           |                                                           |                                                           |                                                           |                                                           |                                                           |                                                           |
| 1990 (сезон) | Мерей (Алма-Ата)                                          | Высшая лига                                               | Первая зона                                               | Первая зона                                               | 4 из 12                                                   | 22                                                        | 9                                                         | 9                                                         | 4                                                         | 35                                                        | 14                                                        | +21                                                       | 27                                                        | не проводился                                             | не проводился                                             | Александр Соловьёв, Виталий Шашков                        | [ 15 ] [ 16 ]                                             |
| 1990 (сезон) | Мерей (Алма-Ата)                                          | Высшая лига                                               | Стыковой матч за 7-е место                                | Стыковой матч за 7-е место                                | 7 из 18                                                   | 1                                                         | 1                                                         | 0                                                         | 0                                                         | 3                                                         | 0                                                         | +3                                                        | —                                                         | не проводился                                             | не проводился                                             | Александр Соловьёв, Виталий Шашков                        | [ 15 ] [ 16 ]                                             |
| 1990 (сезон) | Мерей (Алма-Ата)                                          | Высшая лига                                               | Высшая лига СССР 1990 (Итог)                              | Высшая лига СССР 1990 (Итог)                              | 7 из 18                                                   | 23                                                        | 10                                                        | 9                                                         | 4                                                         | 38                                                        | 14                                                        | +24                                                       | —                                                         | не проводился                                             | не проводился                                             | Александр Соловьёв, Виталий Шашков                        | [ 15 ] [ 16 ]                                             |
| 1991 (сезон) | СКА-Мерей (Алма-Ата)                                      | Высшая лига                                               | Первая зона                                               | Первая зона                                               | 3 из 12                                                   | 22                                                        | 14                                                        | 5                                                         | 3                                                         | 42                                                        | 10                                                        | +32                                                       | 33                                                        | 2ОТ                                                       | не проводился                                             | Александр Соловьёв, Виталий Шашков                        | [ 15 ] [ 17 ]                                             |
|              |                                                           | Чемпионат России                                          |                                                           |                                                           |                                                           |                                                           |                                                           |                                                           |                                                           |                                                           |                                                           |                                                           |                                                           |                                                           |                                                           |                                                           |                                                           |
| 1992 (сезон) | ЦСК ВВС (Самара)                                          | Высшая лига                                               | —                                                         | —                                                         | из 15                                                     | 28                                                        | 18                                                        | 6                                                         | 4                                                         | 44                                                        | 16                                                        | +28                                                       | 42                                                        | 1/16 финала                                               | не проводился                                             | / Александр Соловьёв, Виталий Шашков                      | [ 15 ] [ 18 ]                                             |
| 1993 (сезон) | ЦСК ВВС (Самара)                                          | Высшая лига                                               | —                                                         | —                                                         | из 12                                                     | 22                                                        | 14                                                        | 7                                                         | 1                                                         | 55                                                        | 8                                                         | +47                                                       | 35                                                        | ½ финала                                                  | не проводился                                             | / Александр Соловьёв, Виталий Шашков                      | [ 15 ] [ 19 ]                                             |
| 1994 (сезон) | ЦСК ВВС (Самара)                                          | Высшая лига                                               | —                                                         | —                                                         | из 12                                                     | 22                                                        | 19                                                        | 3                                                         | 0                                                         | 57                                                        | 9                                                         | +48                                                       | 41                                                        | 🏆 Победитель                                             | не проводился                                             | / Александр Соловьёв, Виталий Шашков                      | [ 20 ]                                                    |
| 1995 (сезон) | ЦСК ВВС (Самара)                                          | Высшая лига                                               | —                                                         | —                                                         | из 12                                                     | 23                                                        | 20                                                        | 1                                                         | 2                                                         | 86                                                        | 9                                                         | +77                                                       | 61                                                        | Финалист                                                  | не проводился                                             | / Александр Соловьёв, Виталий Шашков                      | [ 21 ]                                                    |
| 1996 (сезон) | ЦСК ВВС (Самара)                                          | Высшая лига                                               | —                                                         | —                                                         | из 12                                                     | 22                                                        | 20                                                        | 1                                                         | 1                                                         | 82                                                        | 12                                                        | +70                                                       | 61                                                        | Финалист                                                  | не проводился                                             | / Александр Соловьёв, Виталий Шашков                      | [ 22 ]                                                    |
| 1997 (сезон) | ЦСК ВВС (Самара)                                          | Высшая лига                                               | —                                                         | —                                                         | из 10                                                     | 18                                                        | 14                                                        | 3                                                         | 1                                                         | 52                                                        | 8                                                         | +44                                                       | 45                                                        | ¼ финала                                                  | не проводился                                             | / Александр Соловьёв, Виталий Шашков                      | [ 23 ]                                                    |
| 1998 (сезон) | ЦСК ВВС (Самара)                                          | Высший дивизион                                           | —                                                         | —                                                         | из 9                                                      | 16                                                        | 13                                                        | 1                                                         | 2                                                         | 51                                                        | 14                                                        | +37                                                       | 40                                                        | ¼ финала                                                  | не проводился                                             | / Александр Соловьёв, Виталий Шашков                      | [ 24 ] [ 25 ]                                             |
| 1999 (сезон) | ЦСК ВВС (Самара)                                          | Высший дивизион                                           | 1 этап                                                    | 1 этап                                                    | 3 из 8                                                    | 14                                                        | 9                                                         | 3                                                         | 2                                                         | 31                                                        | 13                                                        | +18                                                       | 30                                                        | ½ финала                                                  | не проводился                                             | / Александр Соловьёв, Виталий Шашков                      | [ 26 ]                                                    |
| 1999 (сезон) | ЦСК ВВС (Самара)                                          | Высший дивизион                                           | Турнир за 1 место                                         | Турнир за 1 место                                         | 3 из 8                                                    | 6                                                         | 1                                                         | 0                                                         | 5                                                         | 9                                                         | 13                                                        | -4                                                        | 3                                                         | ½ финала                                                  | не проводился                                             | / Александр Соловьёв, Виталий Шашков                      | [ 26 ]                                                    |
| 1999 (сезон) | ЦСК ВВС (Самара)                                          | Высший дивизион                                           | Высший дивизион 1999 (Итог)                               | Высший дивизион 1999 (Итог)                               | из 8                                                      | 20                                                        | 10                                                        | 3                                                         | 7                                                         | 40                                                        | 26                                                        | +14                                                       | 11                                                        | ½ финала                                                  | не проводился                                             | / Александр Соловьёв, Виталий Шашков                      | [ 26 ]                                                    |
| 2000 (сезон) | ЦСК ВВС (Самара)                                          | Высший дивизион                                           | —                                                         | —                                                         | из 9                                                      | 16                                                        | 10                                                        | 2                                                         | 4                                                         | 35                                                        | 14                                                        | +21                                                       | 32                                                        | ½ финала                                                  | не проводился                                             | / Александр Соловьёв, Виталий Шашков                      | [ 27 ]                                                    |
| 2001 (сезон) | ЦСК ВВС (Самара)                                          | Высший дивизион                                           | 1 этап                                                    | 1 этап                                                    | 1 из 9                                                    | 16                                                        | 14                                                        | 1                                                         | 1                                                         | 62                                                        | 11                                                        | +51                                                       | 43                                                        | ¼ финала                                                  | —                                                         | / Александр Соловьёв, Виталий Шашков                      | [ 28 ]                                                    |
| 2001 (сезон) | ЦСК ВВС (Самара)                                          | Высший дивизион                                           | Турнир за 1 место                                         | Турнир за 1 место                                         | 1 из 9                                                    | 8                                                         | 6                                                         | 0                                                         | 2                                                         | 20                                                        | 11                                                        | +9                                                        | 18                                                        | ¼ финала                                                  | —                                                         | / Александр Соловьёв, Виталий Шашков                      | [ 28 ]                                                    |
| 2001 (сезон) | ЦСК ВВС (Самара)                                          | Высший дивизион                                           | Высший дивизион 2001 (Итог)                               | Высший дивизион 2001 (Итог)                               | из 9                                                      | 24                                                        | 20                                                        | 1                                                         | 3                                                         | 82                                                        | 22                                                        | +60                                                       | 61                                                        | ¼ финала                                                  | —                                                         | / Александр Соловьёв, Виталий Шашков                      | [ 28 ]                                                    |
| 2002 (сезон) | ЦСК ВВС (Самара)                                          | Высший дивизион                                           | —                                                         | —                                                         | 4 из 10                                                   | 18                                                        | 12                                                        | 3                                                         | 3                                                         | 45                                                        | 10                                                        | +35                                                       | 39                                                        | Финалист                                                  | ¼ финала                                                  | / Александр Соловьёв, Виталий Шашков                      | [ 29 ] [ 30 ] [ 31 ]                                      |
| 2003 (сезон) | ЦСК ВВС (Самара)                                          | Высший дивизион                                           | —                                                         | —                                                         | из 8                                                      | 14                                                        | 8                                                         | 2                                                         | 4                                                         | 32                                                        | 9                                                         | +23                                                       | 26                                                        | ½ финала                                                  | —                                                         | / Александр Соловьёв, Виталий Шашков                      | [ 32 ]                                                    |
| 2004 (сезон) | ЦСК ВВС (Самара)                                          | Высший дивизион                                           | Предварительный этап                                      | Предварительный этап                                      | 5 из 7                                                    | 12                                                        | 4                                                         | 5                                                         | 3                                                         | 17                                                        | 9                                                         | +8                                                        | 17                                                        | ½ финала                                                  | —                                                         | Виталий Шашков                                            | [ 33 ]                                                    |
| 2004 (сезон) | ЦСК ВВС (Самара)                                          | Высший дивизион                                           | Финальный этап (Турнир за 5 место)                        | Финальный этап (Турнир за 5 место)                        | 5 из 7                                                    | 4                                                         | 2                                                         | 2                                                         | 0                                                         | 9                                                         | 3                                                         | +6                                                        | 8                                                         | ½ финала                                                  | —                                                         | Виталий Шашков                                            | [ 33 ]                                                    |
| 2004 (сезон) | ЦСК ВВС (Самара)                                          | Высший дивизион                                           | Высший дивизион 2004 (Итог)                               | Высший дивизион 2004 (Итог)                               | 5 из 7                                                    | 16                                                        | 6                                                         | 7                                                         | 3                                                         | 26                                                        | 12                                                        | +14                                                       | 25                                                        | ½ финала                                                  | —                                                         | Виталий Шашков                                            | [ 33 ]                                                    |
| 2006 (сезон) | ЦСК ВВС (Самара)                                          | Второй дивизион                                           | Предварительный этап, Первенство МФС «Приволжье»          | Предварительный этап, Первенство МФС «Приволжье»          | 1 из 3                                                    | 2                                                         | 2                                                         | 0                                                         | 0                                                         | 7                                                         | 1                                                         | +6                                                        | 6                                                         | не участвовал                                             | —                                                         | Разия Нуркенова                                           | [ 34 ] [ 35 ] [ 36 ]                                      |
| 2006 (сезон) | ЦСК ВВС (Самара)                                          | Второй дивизион                                           | Финальный этап                                            | Финальный этап                                            | 2 из ?                                                    | ?                                                         | ?                                                         | ?                                                         | ?                                                         | ?                                                         | ?                                                         | ?                                                         | ?                                                         | не участвовал                                             | —                                                         | Разия Нуркенова                                           | [ 34 ] [ 35 ] [ 36 ]                                      |
| 2006 (сезон) | ЦСК ВВС (Самара)                                          | Второй дивизион                                           | Второй дивизион 2006 (Итог)                               | Второй дивизион 2006 (Итог)                               | 2 из ?                                                    | ?                                                         | ?                                                         | ?                                                         | ?                                                         | ?                                                         | ?                                                         | ?                                                         | ?                                                         | не участвовал                                             | —                                                         | Разия Нуркенова                                           | [ 34 ] [ 35 ] [ 36 ]                                      |
| 2009 (сезон) | ЦСК ВВС (Самара)                                          | Первый дивизион                                           | Предварительный этап, зона Центр                          | Предварительный этап, зона Центр                          | 4 из 6                                                    | 10                                                        | 5                                                         | 1                                                         | 4                                                         | 17                                                        | 12                                                        | +5                                                        | 16                                                        | не участвовал                                             | —                                                         | Разия Нуркенова                                           | [ 37 ]                                                    |
| 2010 (сезон) | ЦСК ВВС (Самара)                                          | Первый дивизион                                           | Предварительный этап, зона Центр-Волга                    | Предварительный этап, зона Центр-Волга                    | 1 из 7                                                    | 12                                                        | 11                                                        | 1                                                         | 0                                                         | 84                                                        | 6                                                         | +78                                                       | 34                                                        | не участвовал                                             | —                                                         | Разия Нуркенова                                           | [ 38 ]                                                    |
| 2010 (сезон) | ЦСК ВВС (Самара)                                          | Первый дивизион                                           | Финальный этап                                            | группа А                                                  | 4 из 6                                                    | 5                                                         | 1                                                         | 4                                                         | 0                                                         | 2                                                         | 1                                                         | +1                                                        | 7                                                         | не участвовал                                             | —                                                         | Разия Нуркенова                                           | [ 38 ]                                                    |
| 2010 (сезон) | ЦСК ВВС (Самара)                                          | Первый дивизион                                           | Финальный этап                                            | Плей-офф за 7-8 места                                     | 7 из 12                                                   | 1                                                         | 1                                                         | 0                                                         | 0                                                         | 3                                                         | 0                                                         | +3                                                        | —                                                         | не участвовал                                             | —                                                         | Разия Нуркенова                                           | [ 38 ]                                                    |
| 2010 (сезон) | ЦСК ВВС (Самара)                                          | Первый дивизион                                           | Первый дивизион 2010 (Итог)                               | Первый дивизион 2010 (Итог)                               | 7 из 12                                                   | 18                                                        | 13                                                        | 5                                                         | 0                                                         | 89                                                        | 7                                                         | +82                                                       | —                                                         | не участвовал                                             | —                                                         | Разия Нуркенова                                           | [ 38 ]                                                    |
| 2011 (сезон) | Основная статья: Крылья Советов (женский футбольный клуб) | Основная статья: Крылья Советов (женский футбольный клуб) | Основная статья: Крылья Советов (женский футбольный клуб) | Основная статья: Крылья Советов (женский футбольный клуб) | Основная статья: Крылья Советов (женский футбольный клуб) | Основная статья: Крылья Советов (женский футбольный клуб) | Основная статья: Крылья Советов (женский футбольный клуб) | Основная статья: Крылья Советов (женский футбольный клуб) | Основная статья: Крылья Советов (женский футбольный клуб) | Основная статья: Крылья Советов (женский футбольный клуб) | Основная статья: Крылья Советов (женский футбольный клуб) | Основная статья: Крылья Советов (женский футбольный клуб) | Основная статья: Крылья Советов (женский футбольный клуб) | Основная статья: Крылья Советов (женский футбольный клуб) | Основная статья: Крылья Советов (женский футбольный клуб) | Основная статья: Крылья Советов (женский футбольный клуб) | Основная статья: Крылья Советов (женский футбольный клуб) |
| 2012         | ЦСК ВВС (Самара)                                          | Первый дивизион                                           | Предварительный этап, зона Центр-Волга                    | Предварительный этап, зона Центр-Волга                    | 5 из 7                                                    | 12                                                        | 5                                                         | 2                                                         | 5                                                         | 20                                                        | 21                                                        | -1                                                        | 17                                                        | не проводился                                             | —                                                         | Разия Нуркенова                                           | [ 39 ]                                                    |
| 2013         | ЦСК ВВС (Самара)                                          | Первый дивизион                                           | Предварительный этап, зона Центр-Волга                    | Предварительный этап, зона Центр-Волга                    | 5 из 6                                                    | 10                                                        | 3                                                         | 2                                                         | 5                                                         | 8                                                         | 12                                                        | -4                                                        | 11                                                        | не участвовал                                             | —                                                         | Разия Нуркенова                                           | [ 40 ]                                                    |
| 2014 (сезон) | ЦСК ВВС (Самара)                                          | Первый дивизион                                           | Предварительный этап, зона Волга                          | Предварительный этап, зона Волга                          | 4 из 4                                                    | 6                                                         | 1                                                         | 2                                                         | 3                                                         | 1                                                         | 8                                                         | -7                                                        | 5                                                         | не участвовал                                             | —                                                         | Разия Нуркенова                                           | [ 41 ]                                                    |
| 2017 (сезон) | ЦСКА (Самара)                                             | Второй дивизион                                           | Предварительный этап, зона Приволжье                      | Предварительный этап, зона Приволжье                      | 1 из 4                                                    | 3                                                         | 2                                                         | 1                                                         | 0                                                         | 4                                                         | 0                                                         | +4                                                        | 7                                                         | не участвовал                                             | —                                                         | Разия Нуркенова                                           | [ 42 ] [ 43 ]                                             |
| 2017 (сезон) | ЦСКА (Самара)                                             | Второй дивизион                                           | Финальный этап                                            | группа А                                                  | 2 из 5                                                    | 4                                                         | 2                                                         | 1                                                         | 1                                                         | 12                                                        | 2                                                         | +10                                                       | 7                                                         | не участвовал                                             | —                                                         | Разия Нуркенова                                           | [ 42 ] [ 43 ]                                             |
| 2017 (сезон) | ЦСКА (Самара)                                             | Второй дивизион                                           | Финальный этап                                            | Плей-офф за 1-4 места                                     | 2 из 10                                                   | 2                                                         | 1                                                         | 0                                                         | 1                                                         | 4                                                         | 2                                                         | +2                                                        | —                                                         | не участвовал                                             | —                                                         | Разия Нуркенова                                           | [ 42 ] [ 43 ]                                             |
| 2017 (сезон) | ЦСКА (Самара)                                             | Второй дивизион                                           | Второй дивизион 2017 (Итог)                               | Второй дивизион 2017 (Итог)                               | 2 из 10                                                   | 9                                                         | 5                                                         | 1                                                         | 3                                                         | 20                                                        | 4                                                         | +16                                                       | —                                                         | не участвовал                                             | —                                                         | Разия Нуркенова                                           | [ 42 ] [ 43 ]                                             |
| 2018         | СГСПУ-ЦСКА (Самара)                                       | Второй дивизион                                           | Предварительный этап, зона Приволжье                      | Группа Б                                                  | 1 из 3                                                    | 2                                                         | 2                                                         | 0                                                         | 0                                                         | 4                                                         | 1                                                         | +3                                                        | 6                                                         | не участвовал                                             | —                                                         | Разия Нуркенова                                           | [ 44 ]                                                    |
| 2018         | СГСПУ-ЦСКА (Самара)                                       | Второй дивизион                                           | Предварительный этап, зона Приволжье                      | Плей-офф зоны Приволжье                                   | 2 из 6                                                    | 1                                                         | 0                                                         | 1                                                         | 0                                                         | 2                                                         | 2                                                         | 0                                                         | —                                                         | не участвовал                                             | —                                                         | Разия Нуркенова                                           | [ 44 ]                                                    |
| 2018         | СГСПУ-ЦСКА (Самара)                                       | Второй дивизион                                           | Второй дивизион 2018 (Итог)                               | Второй дивизион 2018 (Итог)                               | 2 из 6                                                    | 3                                                         | 2                                                         | 1                                                         | 0                                                         | 6                                                         | 3                                                         | +3                                                        | —                                                         | не участвовал                                             | —                                                         | Разия Нуркенова                                           | [ 44 ]                                                    |

1. 1 2 3 4 5 6  в сезонах 1989—1994 очки начислялись таким образом: 2 очка за победу, 1 за ничью и 0 за поражение
2. ↑  в сезоне 1995 победитель Высшей лиги был определен в «золотом матче» между «Энергией» и ЦСК ВВС из-за одинаковых показателей по итогу розыгрыша
3. ↑  в сезоне 1999 итоговое количество очков определялось по сумме очков, набранных в матчах 2-го этапа и бонусных очков, набранных в матчах 1-го этапа с командами, которые вышли во 2-й этап из той же четвёрки команд в верхней или нижней части таблицы 1-го этапа
4. ↑  после сезона 2004 ЦСК ВВС прекратил существование в межсезонье

Лучшие бомбардиры клуба за сезон
| Сезон | Бомбардир                          |
| ----- | ---------------------------------- |
| 1990  | —14 Лариса Савина                  |
| 1992  | —23 Лариса Савина                  |
| 1993  | —19 Лариса Савина                  |
| 1994  | —15 Лариса Савина                  |
| 1995  | —17 Александра Светлицкая          |
| 1996  | —32 Елена Кононова                 |
| 1997  | —17 Елена Кононова                 |
| 1998  | —10 Галина Комарова                |
| 1999  | —8 Ирина Григорьева                |
| 2000  | —21 Ольга Кремлева                 |
| 2001  | —15 Елена Кононова                 |
| 2002  | —7 Ирина Петряева                  |
| 2003  | —10 Елена Кононова                 |
| 2004  | —12 Ольга Кремлева                 |
| 2009  | —4 Анастасия Поздеева              |
| 2010  | —14 Анастасия Поздеева             |
| 2012  | —7 Кристина Шамарина               |
| 2013  | —2 Анна Делёва и Кристина Шамарина |
| 2014  | Полина Тельпуховская               |

### Кубок СССР/России
без учёта мячей забитых в сериях послематчевых пенальти
без учёта технических результатов

| Сезон                             | Кубок СССР   | Кубок СССР | Кубок СССР | Кубок СССР | Кубок СССР | Кубок СССР | Кубок СССР | Кубок СССР  |
| Сезон                             | И            | В          | Н          | П          | МЗ         | МП         | РМ         | Итог        |
| --------------------------------- | ------------ | ---------- | ---------- | ---------- | ---------- | ---------- | ---------- | ----------- |
| 1991                              | 3            | 2          | 0          | 1          | 3          | 2          | +1         | 2ОТ         |
|                                   | Кубок России |            |            |            |            |            |            |             |
| 1992                              | 2            | 0          | 2          | 0          | 0          | 0          | 0          | 1/16 финала |
| 1993                              | 4            | 3          | 0          | 1          | 18         | 3          | +15        | ½ финала    |
| 1994                              | 3            | 3          | 0          | 0          | 5          | 0          | +5         | Победитель  |
| 1995                              | 5            | 4          | 0          | 1          | 13         | 6          | +7         | финалист    |
| 1996                              | 4            | 2          | 0          | 2          | 9          | 8          | +1         | финалист    |
| 1997                              | 1            | 0          | 0          | 1          | 0          | 1          | -1         | ¼ финала    |
| 1998                              | 2            | 0          | 1          | 1          | 0          | 2          | -2         | ¼ финала    |
| 1999                              | 4            | 2          | 1          | 1          | 8          | 5          | +3         | ½ финала    |
| 2000                              | 3            | 0          | 1          | 2          | 0          | 3          | -3         | ½ финала    |
| 2001                              | 1            | 0          | 1          | 0          | 1          | 1          | 0          | ¼ финала    |
| 2002                              | 1            | 1          | 0          | 0          | 1          | 0          | +1         | финалист    |
| 2003                              | 4            | 3          | 0          | 1          | 13         | 2          | +11        | ½ финала    |
| 2004                              | 4            | 1          | 1          | 2          | 3          | 6          | -3         | ½ финала    |
| Всего в Кубке СССР (1 сезон)      | 3            | 2          | 0          | 1          | 3          | 2          | +1         |             |
| Всего в Кубке России (13 сезонов) | 38           | 19         | 7          | 12         | 71         | 37         | +34        |             |
| Итого                             | 41           | 21         | 7          | 13         | 74         | 39         | +35        |             |

1. ↑  в сезоне 2001 ЦСК ВВС снялся после первого матча четвертьфинала с воронежской «Энергией-XXI век»
2. ↑  в сезоне 2002 ЦСК ВВС отказался участвовать в финале из-за недовольства руководства клуба решениями АЖФР о переносе матчей, и команде были присуждены два технических поражения в финальных матчах, таким образом «Лада» стала победителем кубка

### Еврокубок
См. также: Женские футбольные клубы России в еврокубках
| Сезон     | Кубок УЕФА                  | Кубок УЕФА | Кубок УЕФА | Кубок УЕФА | Кубок УЕФА | Кубок УЕФА | Кубок УЕФА | Кубок УЕФА | Кубок УЕФА | Кубок УЕФА  | Кубок УЕФА | Кубок УЕФА | Кубок УЕФА                                             |
| Сезон     | Стадия                      | И          | В          | Н          | П          | МЗ         | МП         | РМ         | Дата       | Город       | Соперник   | Счёт       | Голы                                                   |
| --------- | --------------------------- | ---------- | ---------- | ---------- | ---------- | ---------- | ---------- | ---------- | ---------- | ----------- | ---------- | ---------- | ------------------------------------------------------ |
| 2002/2003 | Групповой турнир, группа 8  | 3          | 2          | 1          | 0          | 7          | 0          | +7         | 25.09.2002 | Инсбрук     | Килмарнок  | 0:0        |                                                        |
| 2002/2003 | Групповой турнир, группа 8  | 3          | 2          | 1          | 0          | 7          | 0          | +7         | 27.09.2002 | Инсбрук     | Инсбрук АС | 4:0        | Дьячкова 7′, Кремлева 31′, Егорова 65′, Джарболова 69′ |
| 2002/2003 | Групповой турнир, группа 8  | 3          | 2          | 1          | 0          | 7          | 0          | +7         | 29.09.2002 | Инсбрук     | 1 Дезембро | 3:0        | Кремлева 2′, 33′, Григорьева 76′                       |
| 2002/2003 | 1/4 финала                  | 2          | 0          | 1          | 1          | 1          | 3          | -2         | 02.11.2002 | Самара      | Арсенал    | 0:2        |                                                        |
| 2002/2003 | 1/4 финала                  | 2          | 0          | 1          | 1          | 1          | 3          | -2         | 28.11.2002 | Сент-Олбанс | Арсенал    | 1:1        | Кремлева 26′                                           |
| 2002/2003 | Кубок УЕФА 2002/2003 (Итог) | 5          | 2          | 2          | 1          | 8          | 3          | +5         |            |             |            |            |                                                        |

### Прочие турниры
| Турнир                                                            | Место      | И | В | Н | П | РМ   | О  | Бомбардир                           | Примечание           |
| ----------------------------------------------------------------- | ---------- | - | - | - | - | ---- | -- | ----------------------------------- | -------------------- |
| Товарищеский турнир в Самаре 1994                                 | Победитель | 2 | 2 | 0 | 0 | 3—0  | 4  |                                     | [ 45 ]               |
| Кубок Содружества 1996                                            | Победитель | 2 | 2 | 0 | 0 | 3—0  |    | —2 Александра Светлицкая            |                      |
| Кубанская весна 2003                                              | Победитель | 5 | 2 | 3 | 0 | 8—1  | 9  | —3 Ольга Кремлева                   |                      |
| Кубанская весна 2004                                              | Победитель | 4 | 4 | 0 | 0 | 9—3  | 12 | —4 Ольга Кремлева                   | [ 46 ]               |
| Кубок МФС Приволжье 2006                                          | Победитель | 2 | 2 | 0 | 0 | 10—0 |    |                                     | [ 47 ]               |
| Первенство Приволжья по футболу среди девочек 1993-94 г.г.р. 2008 | Победитель | 6 | 6 | 0 | 0 | 23—0 | 18 | —5 Оксана Норкина и Ирина Агафонова | [ 48 ] [ 49 ] [ 50 ] |

## Игроки ЦСК ВВС

### на крупных турнирах
| Игрок                 | ЧЕ—1997            | ЧЕ—1997            | ЧМ—1999    | ЧМ—1999    | ЧЕ—2001            | ЧЕ—2001            | ЧМ—2003    | ЧМ—2003    |
| Игрок                 | игр                | Гол                | игр        | Гол        | игр                | Гол                | игр        | Гол        |
| --------------------- | ------------------ | ------------------ | ---------- | ---------- | ------------------ | ------------------ | ---------- | ---------- |
| Головко Елена         | 1                  | 0                  | —          | —          | —                  | —                  | —          | —          |
| Григорьева Ирина      | 3                  | 1                  | 4          | 1          | 3                  | 0                  | —          | —          |
| Денщик Елена          | —                  | —                  | —          | —          | —                  | —                  | 3          | 0          |
| Егорова Татьяна       | 2                  | 0                  | 4          | 0          | —                  | —                  | 4          | 0          |
| Исаева Юлия           | —                  | —                  | —          | —          | 0                  | 0                  | —          | —          |
| Карасёва Наталья      | —                  | —                  | 4          | 1          | 1                  | 0                  | —          | —          |
| Карасёва Ольга        | —                  | —                  | —          | —          | 3                  | 0                  | —          | —          |
| Комарова Галина       | 3                  | 0                  | 4          | 1          | 3                  | 0                  | 4          | 0          |
| Кононова Елена        | 3                  | 0                  | —          | —          | —                  | —                  | —          | —          |
| Кремлева Ольга        | —                  | —                  | —          | —          | 3                  | 0                  | —          | —          |
| Петько Светлана (вр.) | 2                  | (3)                | 4          | (5)        | 3                  | (7)                | 0          | 0          |
| Пигалева Мария (вр.)  | —                  | —                  | —          | —          | —                  | —                  | 0          | 0          |
| Савина Лариса         | 3                  | 1                  | 4          | 1          | —                  | —                  | —          | —          |
| Светлицкая Александра | 3                  | 0                  | 3          | 0          | 3                  | 1                  | —          | —          |
| Филиппова Наталья     | —                  | —                  | 4          | 0          | 2                  | 0                  | —          | —          |
| Фомина Елена          | —                  | —                  | —          | —          | 3                  | 0                  | 3          | 1          |
| Место Россия          | 4-е место в группе | 4-е место в группе | 1/4 финала | 1/4 финала | 3-е место в группе | 3-е место в группе | 1/4 финала | 1/4 финала |

## ЦСК ВВС-2 (молодёжный состав)
Молодёжная команда ЦСК ВВС-2 принимала участие в розыгрыше Первой лиги 1995, где заняла 8 место (лучший бомбардир — Л. Васильева — 10 мячей). В Первой лиге 1996 команда провела два матча и снялась с соревнований (результаты аннулированы). Также молодёжная команда принимала участие в Кубке России 1995 и 1996.